# Turó del Pi Gros (Sant Quirze Safaja)
El Turó del Pi Gros és una muntanya de 702,2 metres d'altitud del terme municipal de Sant Quirze Safaja, a la comarca del Moianès.
Està situada en el sector central del terme, a prop i al nord del poble de Sant Quirze Safaja. El Camí de Bernils passa pel seu vessant de llevant. En el vessant sud-occidental, en el coster que davalla cap al Tenes es troben els Camps del Rector.